# Władysław Szpilman
Władysław “Władek” Szpilman (Sosnowiec, Imperio Ruso, 5 de diciembre de 1911-Varsovia, Polonia, 6 de julio de 2000) fue un pianista polaco, compositor, memorialista y superviviente judío del Holocausto durante la Segunda Guerra Mundial. Szpilman fue condecorado por el gobierno de Polonia. Sus memorias El pianista del gueto de Varsovia se adaptaron al cine, en la película El pianista, dirigida por Roman Polański.

## Juventud y estudios
Władysław Szpilman nació en Sosnowiec, entonces perteneciente al Imperio ruso, en el seno de una familia judía. Después de sus primeras clases de piano con su madre Esther, continuó sus estudios a principios de los años 1930 en el Conservatorio de Varsovia y en la Akademie der Künste (Academia de Artes) en Berlín, con Artur Schnabel y Leonid Kreutzer. También estudió composición con Franz Schreker.
En 1933 volvió a Varsovia y trabajó en la Polskie Radio, donde se convirtió en un célebre pianista y compositor de música clásica y popular, hasta la invasión alemana de Polonia en septiembre de 1939, acontecimiento que puso un brusco parón a su carrera durante el bombardeo de Asedio de Varsovia del 23 de septiembre, mientras ejecutaba el Nocturno de Frederic Chopin en do sostenido menor.

## La guerra

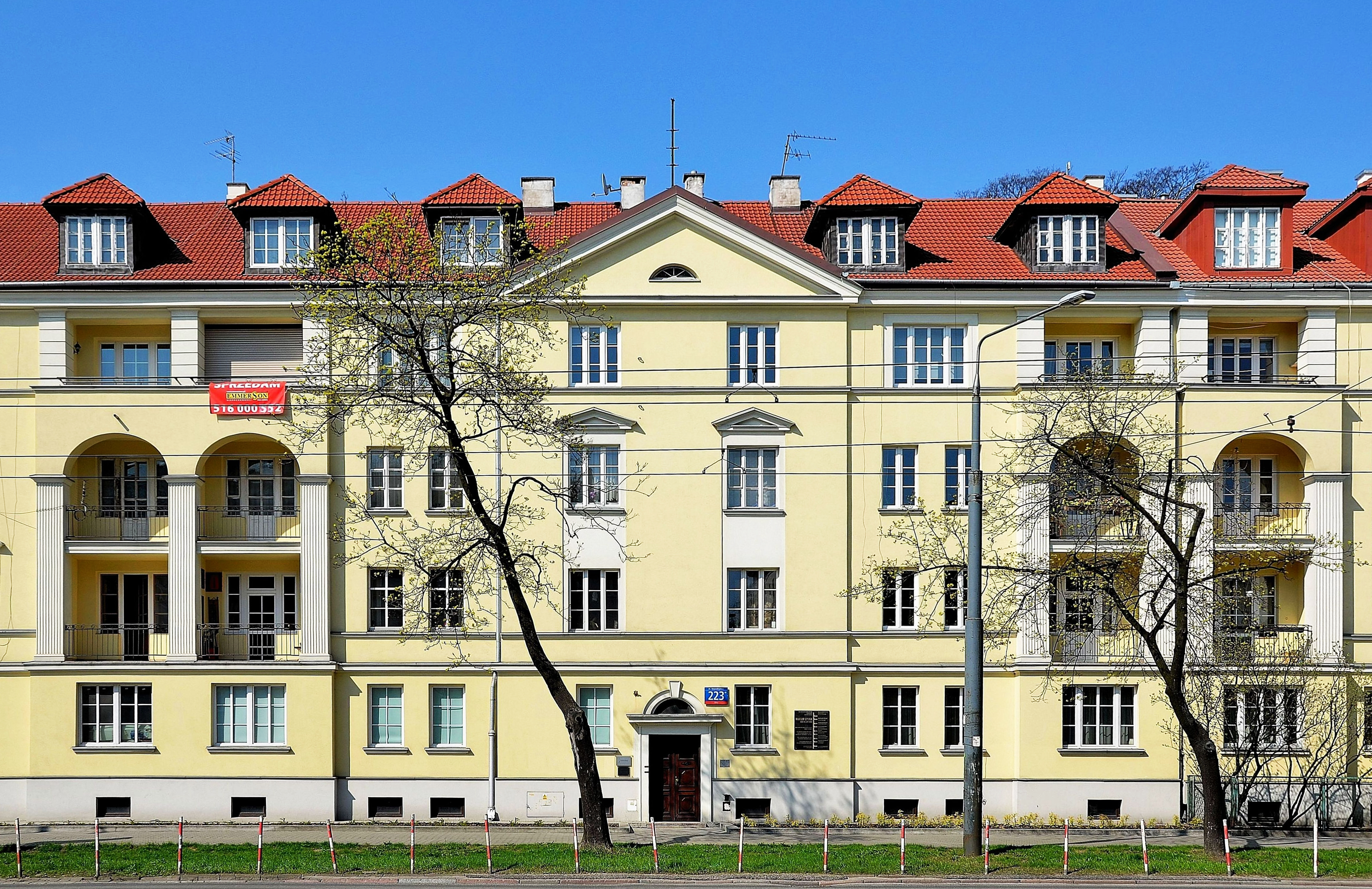
La Casa N.º 223, en la avenida Niepodległości. Último escondite de Szpilman y lugar donde conoció a Wilm Hosenfeld.

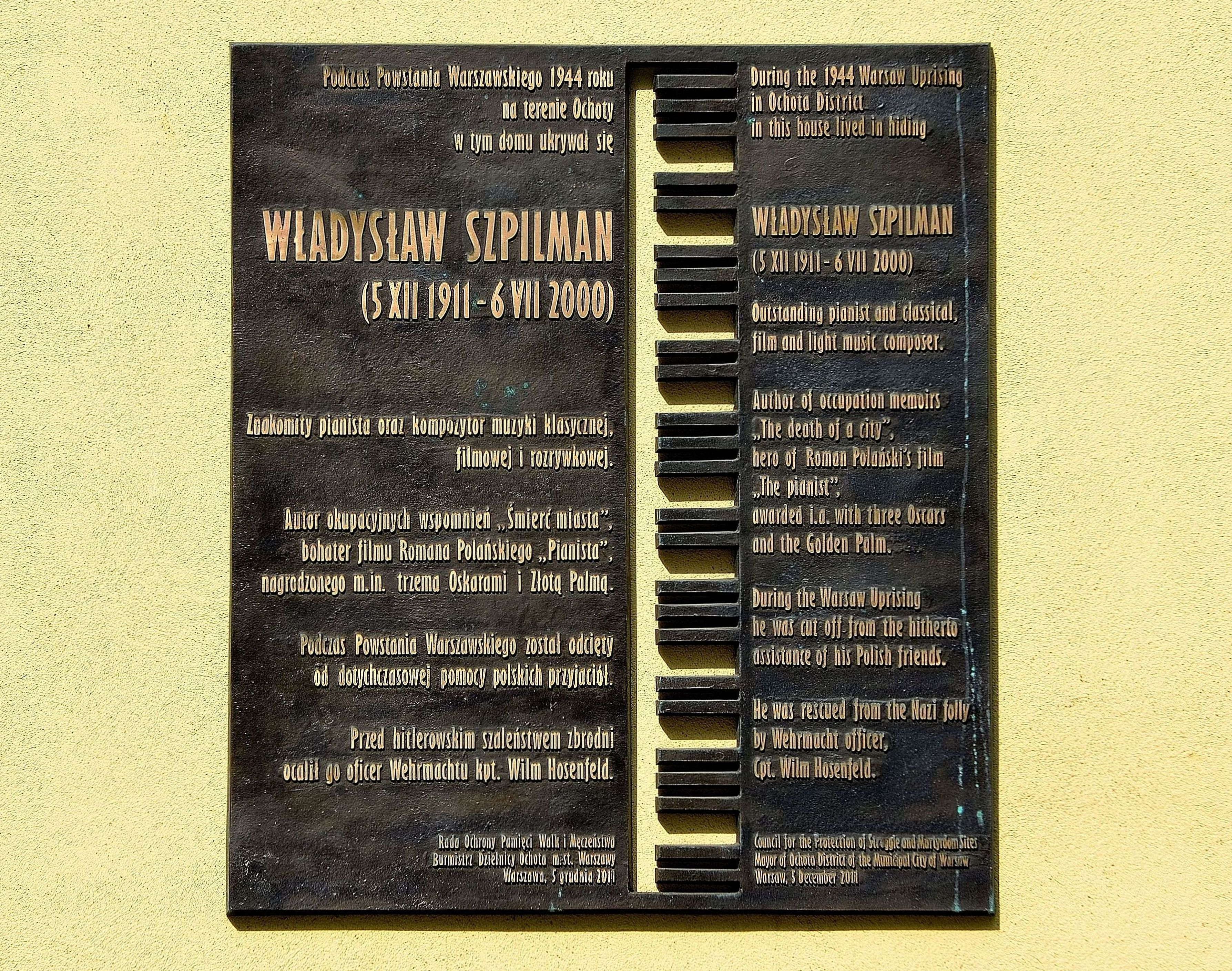
Tablilla conmemorativa de la vida y obra de Wladyslaw Szpilman.

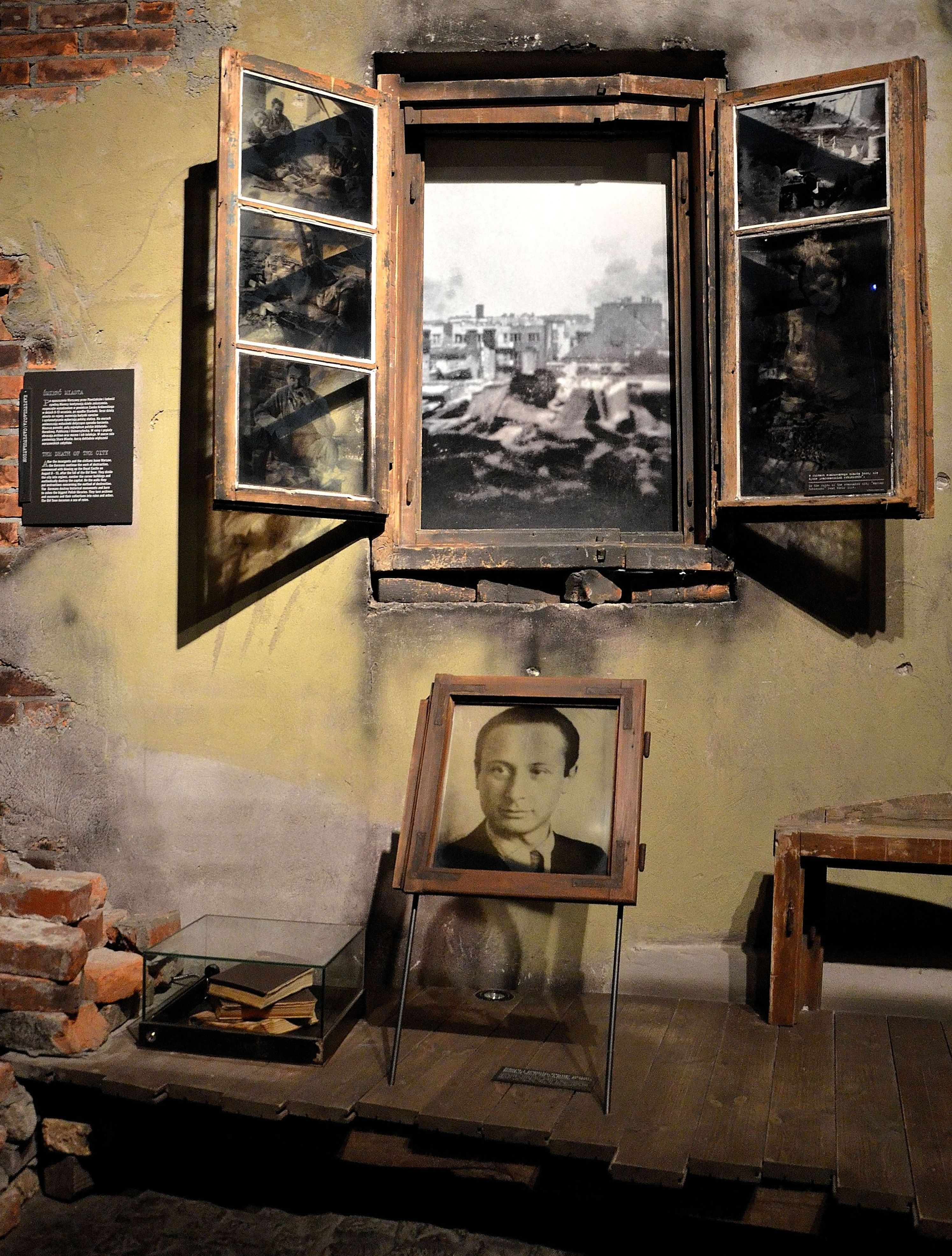
Fotografía de Władysław Szpilman en el Museo del Alzamiento de Varsovia, (fragmento de una exposición dedicada a los Los Robinson de Varsovia.

Durante el conflicto, fue trasladado al Gueto de Varsovia con toda su familia, donde continuó trabajando como pianista en diversos cafés-restaurantes y más tarde como obrero. Ayudó a la resistencia del gueto proporcionando armamento escondido entre los alimentos. Evitó en numerosas ocasiones ser asesinado por los alemanes. Su familia fue trasladada en un tren de ganado al campo de exterminio de Treblinka (nunca más la volvió a ver), que él pudo evitar en numerosas ocasiones gracias a la ayuda de un amigo. Más tarde, huyó del gueto a la parte polaca de la ciudad, donde pasó dos años escondido, asistido por algunos amigos polacos.
A pesar de las dificultades que la guerra llevaba consigo, rehusó el dejar la música. Algunas de sus obras las compuso entre las dificultades y la dureza de la vida en el gueto, en 1941, ya que necesitaba repertorio para tocar en el café “Sztuka”.
Hacia el final de la guerra, tras el alzamiento antinazi de Varsovia en agosto de 1944, fue descubierto su escondite por un oficial alemán, Wilm Hosenfeld; pero éste no lo apresó sino que le pidió tocar algo de música al piano. Szpilman interpretó la Balada n.º 1 de Chopin, en un piano desafinado que había en su escondite. Hosenfeld ayudó a muchas más personas que a Szpilman durante la guerra siendo nombrado incluso Justo entre las Naciones.

### "Robinson Crusoe" de Varsovia
Władysław Szpilman es considerado un Robinson de Varsovia. Esta mención hace referencia a todas aquellas personas que después del final de la Sublevación de Varsovia, en octubre de 1944, y de la posterior destrucción planificada de Varsovia por la Alemania Nazi, decidieron permanecer y esconderse en las ruinas de la casi destruida capital polaca ocultándose de los soldados alemanes hasta que Varsovia fue tomada por las tropas soviéticas en enero de 1945.

## Director de la Radio polaca
Una vez terminada la ocupación nazi en 1945 retomó sus actividades como Director Musical de la Radio Polaca hasta 1963. A su regreso tocó la misma pieza musical que tuvo que interrumpir por causa de la bomba en el estudio, el Nocturno Póstumo en do sostenido menor de Chopin, autor prohibido durante el gobierno nazi-alemán.
En 1963, junto con Gimpel fundó el Quinteto de Piano de Varsovia, con el que realizó giras por el mundo hasta 1986. Durante todos esos años, compuso muchos trabajos sinfónicos, y unas 500 canciones, incluyendo algunas infantiles, y otras para radio y cine. Con su Quinteto hizo música de cámara durante más de 25 años.

## Śmierć Miasta("Muerte de una ciudad")
En 1945, poco después del fin de la guerra, escribió un relato de su supervivencia en Varsovia. El libro de carácter autobiográfico fue publicado en Polonia bajo el título Śmierć Miasta (Muerte de una ciudad) , y fuertemente censurado por las autoridades comunistas de entonces, pues, tal como pone en el epílogo de la versión inglesa de  1999 "Directamente después de la guerra era imposible publicar un libro en Polonia que presentara a un soldado alemán como una persona heroica y bondadosa".
Las memorias de Szpilman no fueron reimpresas sino 50 años después, en 1998, cuando fueron publicadas en inglés (y muchas otras lenguas). En España el libro se publicó en el año 2000 con el título El pianista del gueto de Varsovia.

## Premios
Szpilman fue condecorado por el presidente de Polonia con la Orden Polonia Restituta. La Orden puede ser conferida por logros destacados en las esferas de la educación, la ciencia, el deporte, la cultura, el arte, la economía, la defensa del país, el trabajo social, administración pública, o para la promoción de buenas relaciones entre los países.

## Repercusión cultural

### Cine
En 2002 fue estrenada una película basada en sus memorias: El pianista, dirigida por Roman Polański, narra principalmente cómo el protagonista y su familia viven en el gueto de Varsovia y cómo Szpilman debe huir de él debido al levantamiento del gueto y su posterior destrucción. Fue protagonizada por Adrien Brody y galardonada con tres premios Óscar y el palma de Oro en el Festival de Cannes.

### Música
El compositor y trovador Uruguayo, Jorge Drexler le dedicó la canción El pianista del gueto de Varsovia en su disco Sea (2001).